# 開元轉運站
開元轉運站（英語：Kaiyuan Bus Station），又稱開元綜合交通中心，是位於臺灣臺南市北區長途客運及市區客運的轉運設施，為一座已終止規劃的轉運站，也是臺南市又一座集結了停車場、長途客運車站、影城、旅館等不同類型設施的大型複合式交通轉運設施，預定有兩家市區公車業者及三家國道客運業者將進駐本站。地址位於開元振興公園的綠地（原臺南美國學校）。
原預計於2018年底動土，但因附近居民及民間團體反對開發綠地，台南市政府交通局最終決議終止興建。

## 預定行經路線
- 大台南公車[5]

| 編號               | 經營業者 | 起站           | 經由     | 訖站             | 備註 |
| ------------------ | -------- | -------------- | -------- | ---------------- | ---- |
| 5                  | 府城客運 | 永康臨時轉運站 | 臺南車站 | 市立醫院／大甲里 |      |
| 綠幹線             | 興南客運 | 臺南轉運站     | 新化     | 玉井             |      |
| 綠幹線區間車（西） | 興南客運 | 臺南轉運站     |          | 新化             |      |